# Видосава Црњански
Видосава Вида Црњански (рођена Ружић, Ужице, 17. децембар 1894 – 1978) је била супруга Милоша Црњанског.

## Биографија

### Младост и породица
Рођена је 17. децембра 1894. године у Ужицу, као кћерка Олге и проф. др Добросава М. Ружића, високог државног чиновника и министра просвете Краљевине Србије. Породица се преселила у Београд када је Вида имала три године. Први светски рат је провела у Крушевцу, заједно са мајком и сестрама. Отац Добросав је умро 26. октобра 1918. године, непосредно пошто се вратио из заробљеничког логора. Брат Јован Ружић је учествовао у повлачењу преко Албаније, након чега је послат као државни питомац на школовање у Француску.

### Студије и брак
Вида се уписала на студије при Београдском универзитету. Ту је 1920. године упознала Милоша Црњанског, за којег се удала већ наредне 1921. године. Наводно се њен стриц Жарко Ружић, који је бринуо о породици свог брата, противио овом браку, јер је желео да се Видосава уда за официра. Одмах по венчању одлазе у Париз и Бретању, а у повратку путује по Италији.

### Емиграција
Како је Црњански био предратни противник комунизма, није се могао вратити у Југославију одмах након Другог светског рата. Зато су наставили да живе у Лондону, на граници сиромаштва и искључиво од Видиних прихода, односно плате коју је добијала за шивење крпених лутака и издржавања једне породице. Касније се и Црњански запослио као разносач књига и књиговођа у једној обућарској радњи.
Лик грофице Нађе Рјепнине у "Роману о Лондону", Црњански је направио по својој супрузи.

### Последње године и смрт
По повратку из емиграције 1965. године, живели су повучено у Београду. Црњански је умро 1977. године и сахрањен је у Алеји великана на Новом гробљу у Београду.
Осетивши да ће и она ускоро умрети, Видосава је 6. јула 1978. године у стану у улици Маршала Толбухина 81 (данас: Макензијева), где су живели последњих година, саставила тестамент којим је одредила да целокупна заједничка оставина оде на оснивање Задужбине Милоша Црњанског. Она је одредила и три члана Управног одбора будуће задужбине: универзитетског професора др Николу Милошевића, књижевника и књижевног критичара Борислава Михајловића Михиза, као и адвоката Вељка Ковачевића.
Чиним то на начин како би то учинио и мој Милош, с којим сам у браку провела пуних 57 година, делећи с њим како радости његове славе тако исто и горчину његова страдања. За мене живот још има смисла и значаја само уколико бих још и сама могла допринети да се сачува трајна успомена на ту ретку и изузетну личност чије је дело ушло у саме врхове српске књижевности.— Из тестамента Виде Црњански, 
Видосава је умрла 1978. године, само годину дана након Милошеве смрти. Иако су читавог живота били заједно и желели да тако остане и у смрти, она је сахрањена у породичној гробници Ружића на Новом гробљу, а он у Алеји заслужних грађана на Новом гробљу у Београду.